# Alonso José Puerta
Pour les articles homonymes, voir Puerta.
Alonso José Puerta, né le 24 mars 1944 à Avilés, est un ancien député européen espagnol, membre de l'Izquierda Unida. 
Il a exercé de nombreuses fonctions au sein du parlement européen de 1987 à 2004. Il a présidé le groupe de la gauche unitaire européenne/Gauche verte nordique de 1995 à 1999, il a été vice-président et membre du bureau du parlement de 1999 à 2004. Il a également été vice-président de la commission du transport et tourisme et membre de plusieurs autres commissions.

## Source
- Fiche parlementaire (cf. lien externe)